# Morpho menelaus

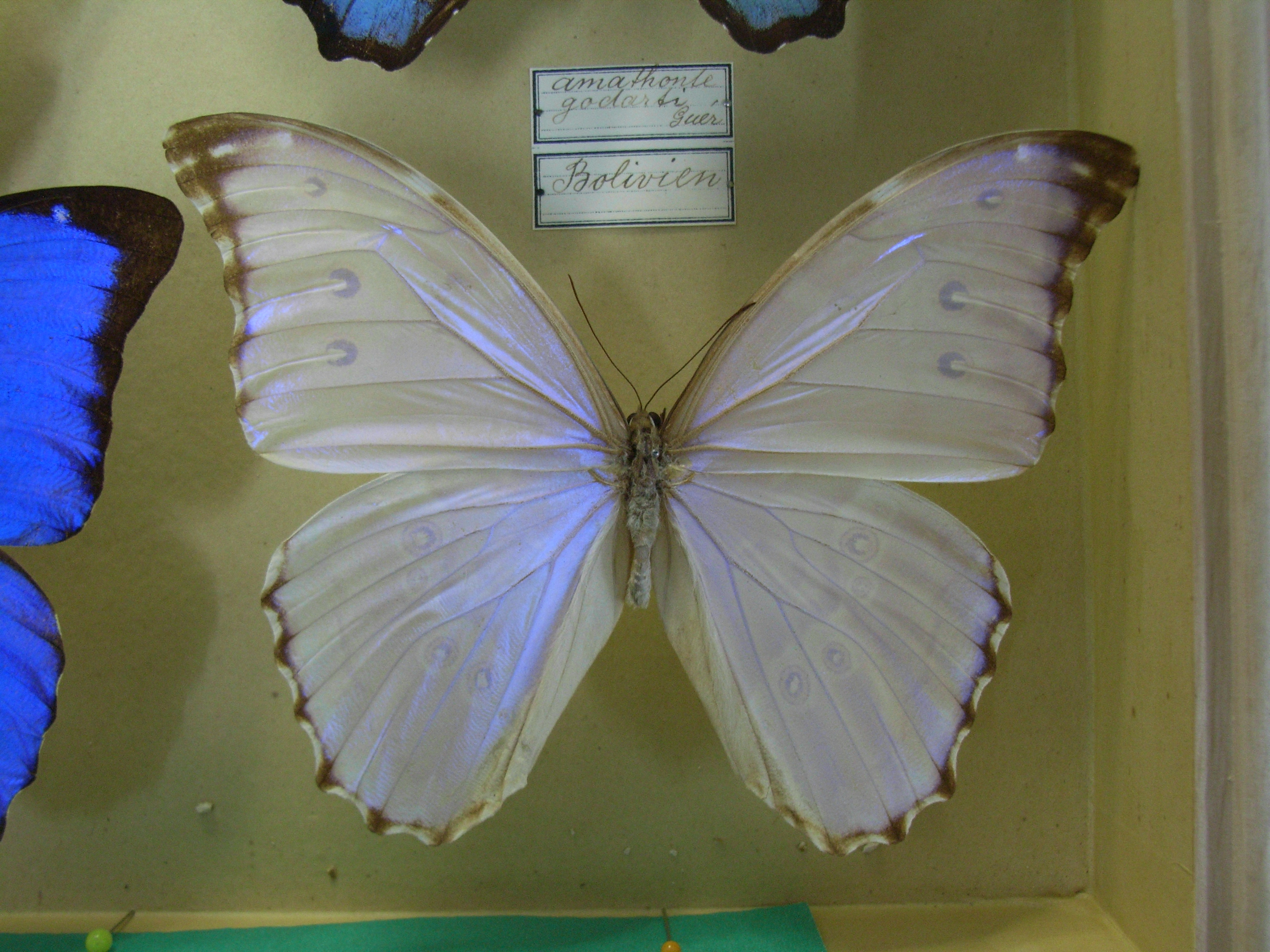
M. m. godarti

Morpho menelaus – gatunek motyla z rodziny rusałkowatych.
Rozpiętość skrzydeł 13–14 cm. Skrzydła mają metaliczny połysk, u samic okrążone czarnym pasem z kilkoma białymi kropkami, wykazują opalizację. Spód brązowy z pomarańczowymi oczkami. Czerwono-brązowa gąsienica.
Owad neotropikalny. Występuje od Kostaryki i Panamy przez Kolumbię, Boliwię, Wenezuelę i Brazylię po Peru, Ekwador, Gujanę, Surinam i Gujanę Francuską.
Wyróżnia się w jego obrębie podgatunki:
- Morpho menelaus alexandrovna Druce, 1874
- Morpho menelaus amathonte Deyrolle, 1860
- Morpho menelaus argentiferus Fruhstorfer, 1913
- Morpho menelaus assarpai Röber, 1903
- Morpho menelaus coeruleus (Perry, 1810)
- Morpho menelaus didius Hopffer, 1874
- Morpho menelaus eberti Weber, 1963
- Morpho menelaus godarti Guérin-Méneville, 1844
- Morpho menelaus julanthiscus Fruhstorfer, 1907
- Morpho menelaus kesselringi Fischer, 1962
- Morpho menelaus menelaus (Linnaeus, 1775)
- Morpho menelaus occidentalis C. & R. Felder, 1862
- Morpho menelaus orinocensis Le Moult, 1925
- Morpho menelaus terrestris Butler, 1866
- Morpho menelaus verae Weber, 1951
- Morpho menelaus zischkai Fischer, 1962